# Eva Peggy Stensønes
Eva Peggy Stensønes (Smøla, 18 febbraio 1952 – 3 gennaio 2020) è stata una cantante norvegese.

## Biografia
Eva Peggy Stensønes salì alla ribalta nel 1978 grazie al suo album di debutto Ka ska æ gjærra, che raggiunse la 18ª posizione della classifica norvegese. Per anni cantò inoltre nel gruppo schlager Asterix. Nel 2019 ricevette il premio per la cultura da parte del suo comune, Smøla, prima della sua scomparsa, avvenuta nel gennaio 2020.

## Discografia

### Album in studio
- 1978 – Ka ska æ gjærra
- 1998 – Tausaskjær
- 2002 – Eplet og stammen (con Ann Helen Stamnsve)